# Kaiserbahnhof Brühl

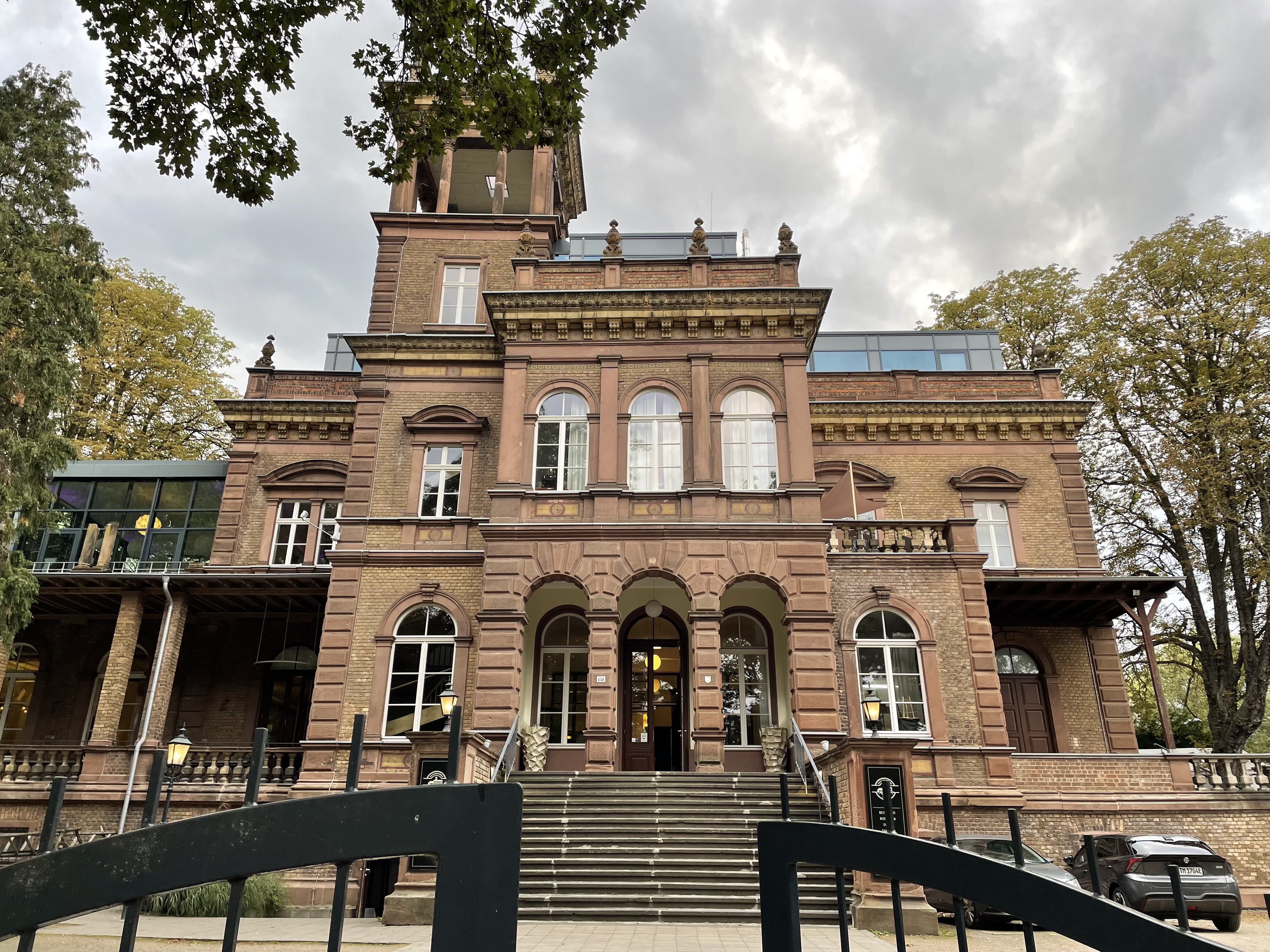
Kaiserbahnhof in Brühl

Der Kaiserbahnhof Brühl ist ein denkmalgeschütztes Empfangsgebäude in Brühl, einer Stadt im Rhein-Erft-Kreis in Nordrhein-Westfalen.

## Lage

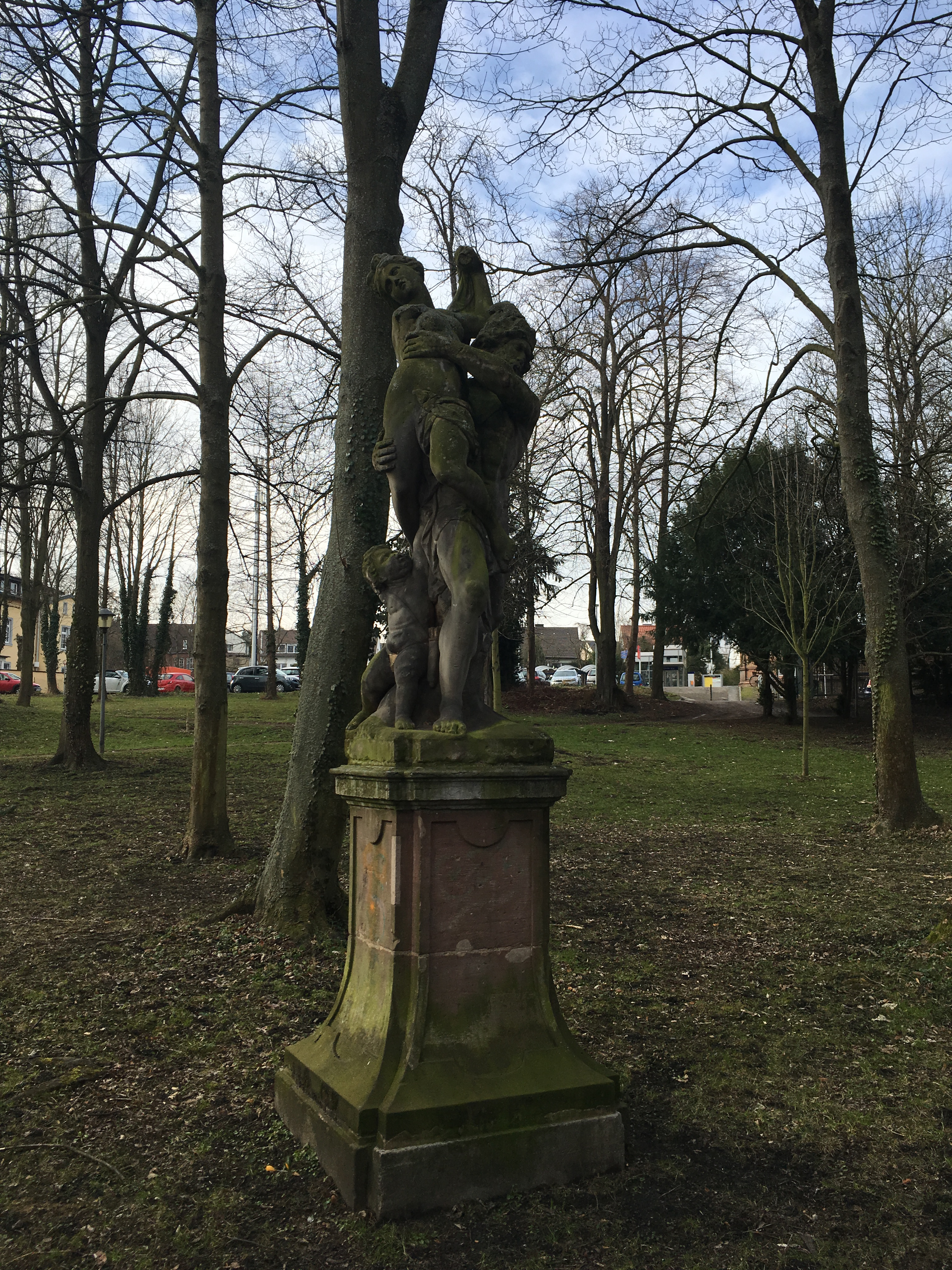
Kierberger Bahnhofspark mit Plastik Raub der Proserpina

Das Gebäude befindet sich im Brühler Ortsteil Kierberg am Ende der Kaiserstraße, die aus dem Stadtzentrum in nordwestlicher Richtung in den Ortsteil führt. Dort befindet es sich an der Bahnstrecke Hürth-Kalscheuren–Ehrang, die von Südwesten kommend in nordnordöstlicher Richtung verläuft. Das Gebäude steht östlich der Bahnstrecke auf einem Grundstück, das mit einem Zaun eingefriedet ist.

## Geschichte

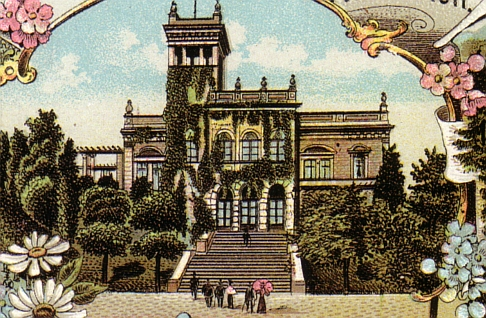
Historische Ansicht des Gebäudes

Die Rheinische Eisenbahn-Gesellschaft begann im Jahr 1864 mit dem Bau der als „Eifelbahn“ bezeichneten Strecke von Düren über Euskirchen und Gerolstein nach Trier. Ziel war, die Erzvorkommen aus Schleiden zu den Industriebetrieben in der Aachener Region zu transportieren. Der Präsident des Regierungsbezirks Köln forderte die Gemeinden in Vochem und Kierberg auf, die für den Bau der Strecke erforderlichen Flächen unentgeltlich zur Verfügung zu stellen. Ein Teilabschnitt der Strecke wurde bereits im Deutsch-Französischen Krieg genutzt, der südliche Abschnitt bis Trier im Juli 1871 eröffnet.

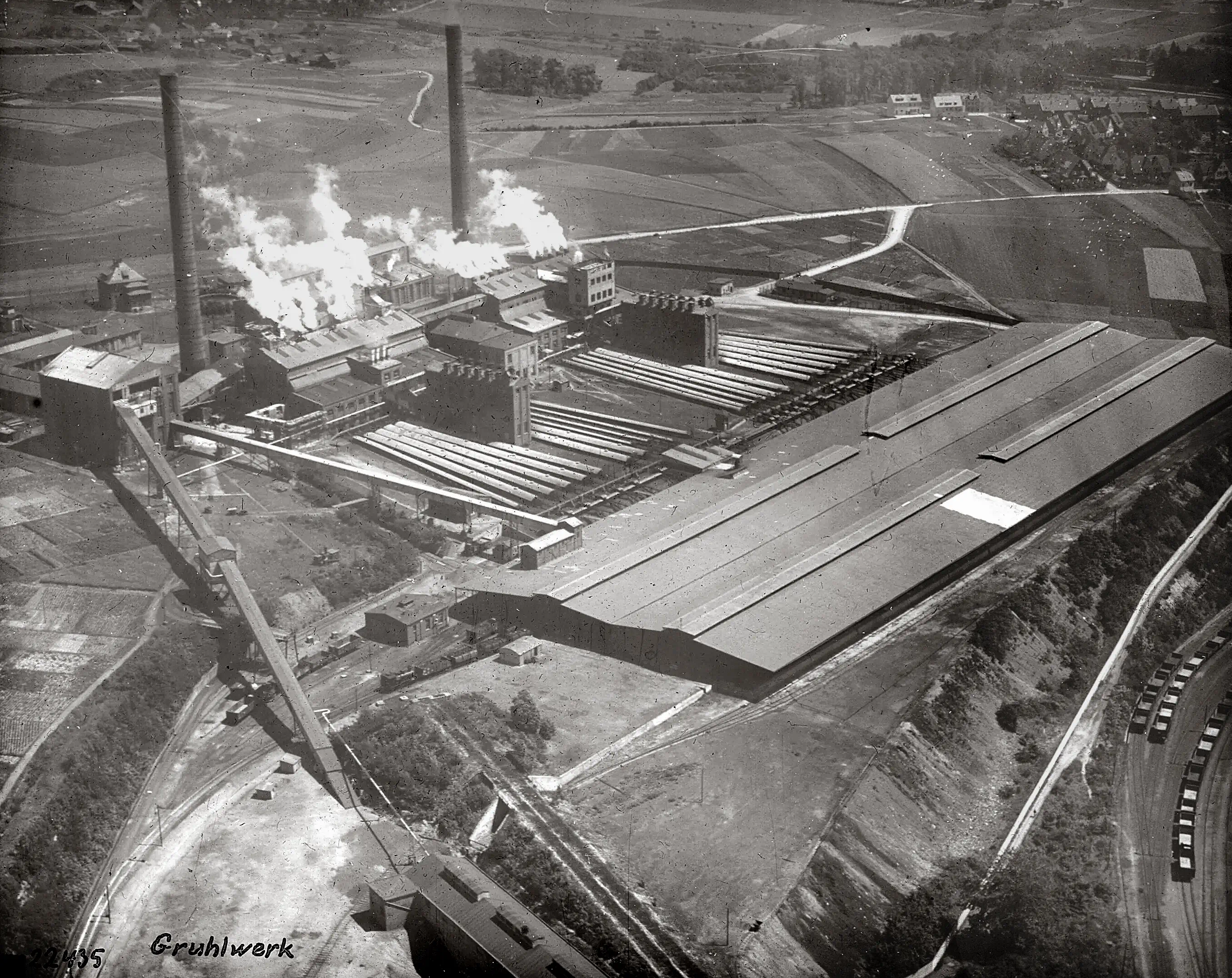
Gruhlwerk II 1930 aus der Luft

1968 waren die Gütergleise weitgehend entfernt

Das Empfangsgebäude in Kierberg entstand in den 1870er Jahren nach Plänen des Baumeisters Lemcke und wurde 1874 vollendet. Die ersten Züge hielten in Kierberg am 1. Oktober 1875. Es diente neben der Zugangsmöglichkeit für Bahnreisende auch als Repräsentationsgebäude für Kaiser Wilhelm I., der von hier aus zu Herbstmanövern in die Eifel aufbrach. Zu diesem Zweck entstand ein eigenes Abstellgleis und der Bahnhof Kierberg erhielt im Volksmund den Namen „Kaiserbahnhof“. Bei seinen Besuchen in Brühl übernachtete der Kaiser im Schloss Augustusburg. Zur Anbindung an das Schloss wurde die Kaiserstraße auf 19 m ausgebaut und vom Brühler Gärtnermeister Stephan Schäfer mit Kastanien als Allee ausgebaut. Schäfer war auch für den den Bahnhof umgebenden Park, den Kierberger Bahnhofspark, verantwortlich. Der Raum hinter der Vorhalle im Erdgeschoss diente als Vestibül, im Eckeinbau war die Portiersloge sowie das Stationsbüro. Rechts hiervon befand sich das Büro des Inspektors. An das Vestibül schloss sich der Warteraum für die 3. und 4. Klasse an. Im eingeschossigen Trakt befanden sich die Warteräume für die 1. und 2. Klasse, im Annex das Damenzimmer. Im oberen Geschoss waren die Wohnung des Inspektors sowie zwei Salons untergebracht. Neben seiner Funktion als Repräsentationsgebäude diente der Bahnhof der Kölner Gesellschaft bereits im 19. und frühen 20. Jahrhundert als gastronomisches Ausflugsziel zum Vorgebirge. Auf der Bahnstrecke wurde weiterhin Braunkohle aus den umliegenden Gruben wie der Roddergrube transportiert. Sowohl den Ersten wie auch den Zweiten Weltkrieg überstand das Gebäude ohne nennenswerte Beschädigungen. Nachdem die Braunkohlegruben zwischen Brühl und Liblar in den 1960er Jahren nach und nach stillgelegt wurden und der Individualverkehr an Bedeutung zunahm, wurden die Überhol- und Gleisanlagen in Kierberg stillgelegt und abgebaut. Kierberg wurde zu einem Haltepunkt, das Gebäude und der Park verfielen. Die Deutsche Bundesbahn errichtete einen kleinen Bungalow, aus dem Fahrkarten verkauft wurden. 1977 erwarb ein Investor das Gebäude und eröffnete dort einen Gastronomiebetrieb. Am 2. Februar 1984 wurde das Empfangsgebäude unter Denkmalschutz gestellt. Zwischen 2006 und 2008 fanden zahlreiche Umbaumaßnahmen am Haltepunkt Kierberg statt. Eine Kernsanierung des Empfangsgebäudes begann Ende 2008 und wurde im Juni 2010 mit der Neueröffnung eines Gastronomiebetriebes abgeschlossen. 2023 wird der Kaiserbahnhof als Restaurant genutzt.

## Baubeschreibung

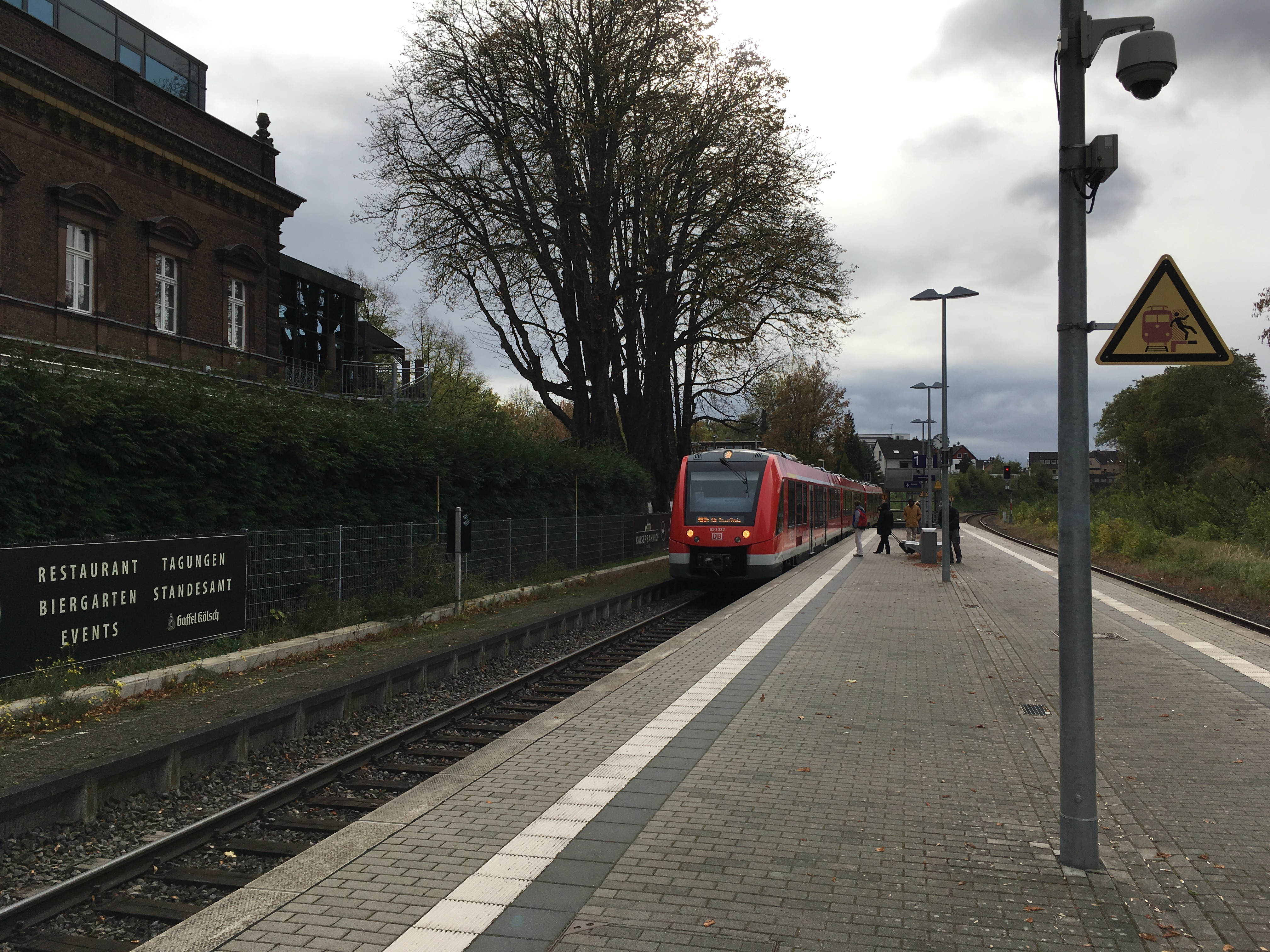
Eifelbahn, links das Empfangsgebäude

Das Bauwerk entstand im Stil der Renaissance im Wesentlichen aus gelbem Backstein mit zwei Geschossen und acht Achsen als flacher Rechteckbau, der sich zur Bahnseite öffnet. Er wurde in Richtung Park durch einen dreiachsigen Mittelrisalit ergänzt, der nach Nordosten um einen quadratischen und eingeschossigen Eckeinbau erweitert wurde. Auf der gegenüberliegenden Seite befindet sich ein viergeschossiger, flachgedeckter Eckturm, der als Treppenhaus und Aussichtsturm genutzt wird. An diesen schließt sich ein dreiachsiger, eingeschossiger Trakt an, der mit einer Pergola zu einem fünfseitigen Musikpavillon führt. Dazwischen befindet sich eine große Freifläche, die als Terrasse genutzt werden kann. Für die Einfassungen und Säulen nutzte Lemcke rötlichen Sandstein, der sich farblich von den gelben Ziegeln absetzt. Die Ecken des Gebäudes sind mit bossiertem Quadermauerwerk verziert. Auf dem Dach des Mittelrisalits befinden sich vier Sockel mit weinumrankten Vasen aus Terrakotta. Sie stammen von Villeroy & Boch in Mettlach. Der Musikpavillon erhielt im Jahr 1897 von M. Advena eine Musterdekoration mit einem Gemälde, das eine Allegorie des Eisenbahnwesens zeigt.